# Consell General de la Somme

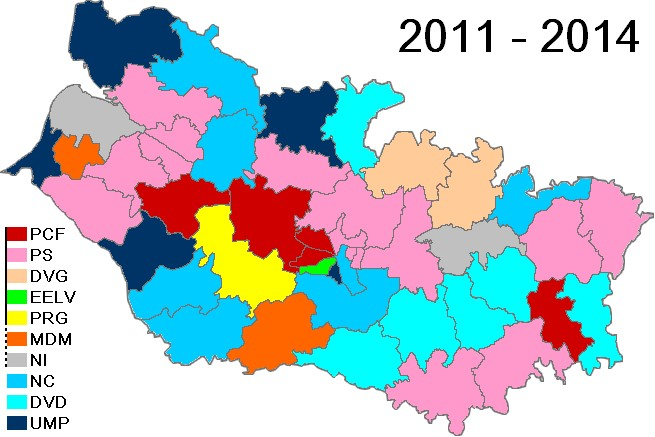
Resultat de les eleccions cantonals

El Consell General del Somme és l'assemblea deliberant executiva del departament francès del Somme a la regió dels Alts de França. La seva seu es troba a Amiens. Des de 2008, el president és Christian Manable (PS)

## Antics presidents del Consell
| Nom | Nom               | Dates de mandat | Dates de mandat | Partit           | Qualitat            |
| --- | ----------------- | --------------- | --------------- | ---------------- | ------------------- |
|     | Max Lejeune       | 1945            | 1988            | SFIO després PSD | Alcalde d'Abbeville |
|     | Fernand Demilly   | 1988            | 2000            | UDF-PSD          | Alcalde d'Albert    |
|     | Alain Gest        | 2001            | 2004            | DL després UMP   | Diputat             |
|     | Daniel Dubois     | 2004            | 2008            | UDF              | Senador             |
|     | Christian Manable | 2008            | -               | PS               |                     |

## Composició
El març de 2011 el Consell General de Somme era constituït per 46 elegits pels 46 cantons de la Somme.
| Partit                        | Sigles  | Electes |
| ----------------------------- | ------- | ------- |
| Majoria (24 escons)           |         |         |
| Partit Socialista             | PS      | 15      |
| Partit Comunista Francès      | PCF     | 3       |
| Divers gauche                 | app.PCF | 2       |
| Divers gauche                 | DVG     | 2       |
| Partit Radical d'Esquerra     | PRG     | 1       |
| Europa Ecologia – Els Verds   | EELV    | 1       |
| Oposició (18 escons)          |         |         |
| Unió pel Moviment Popular     | UMP     | 5       |
| Nou Centre                    | NC      | 8       |
| Divers Droite                 | DVD     | 5       |
| Divers (4 escons)             |         |         |
| Moviment Demòcrata            | MoDem   | 2       |
| DVD, exCNPT                   | Indep   | 2       |
| President del Consell General |         |         |
| Christian Manable (PS)        |         |         |